# Antônio Galdino da Cunha
Antônio Galdino da Cunha (? —?) foi um político brasileiro.
Foi presidente da província do Rio Grande do Norte, de 16 de fevereiro a 17 de maio de 1861, e de 26 de maio a 27 de julho de 1863.